# Mactán

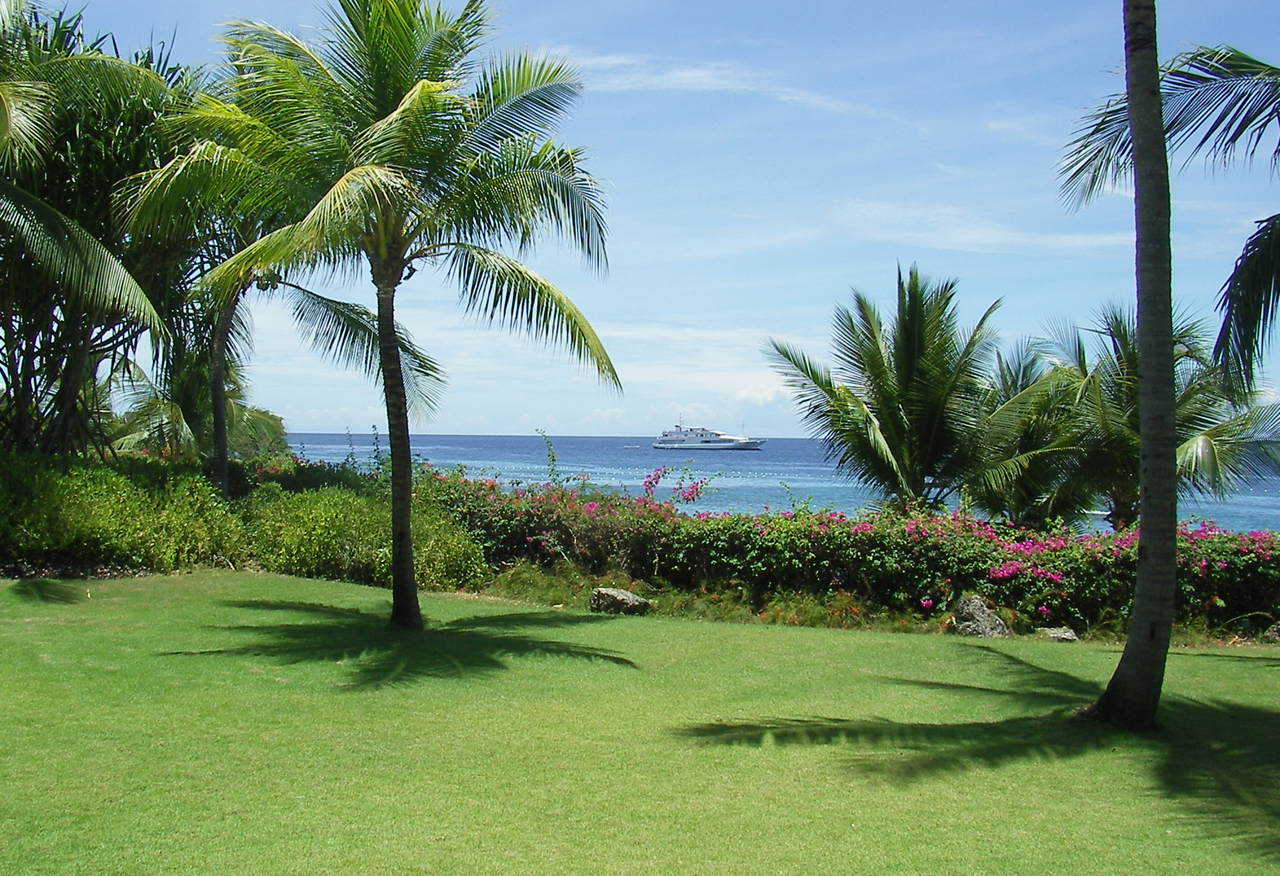

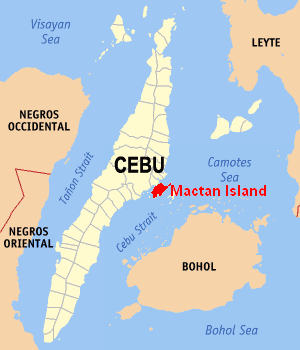

Mactán este o insulă aflată la câțiva km distanță de insula Cebú, în Filipine. Mactán face parte din provincia Cebú.
A rămas în istoria marilor descoperii geografice prin faptul că aici a murit în 1521 exploratorul portughez Fernando Magellan.